# Infanterie

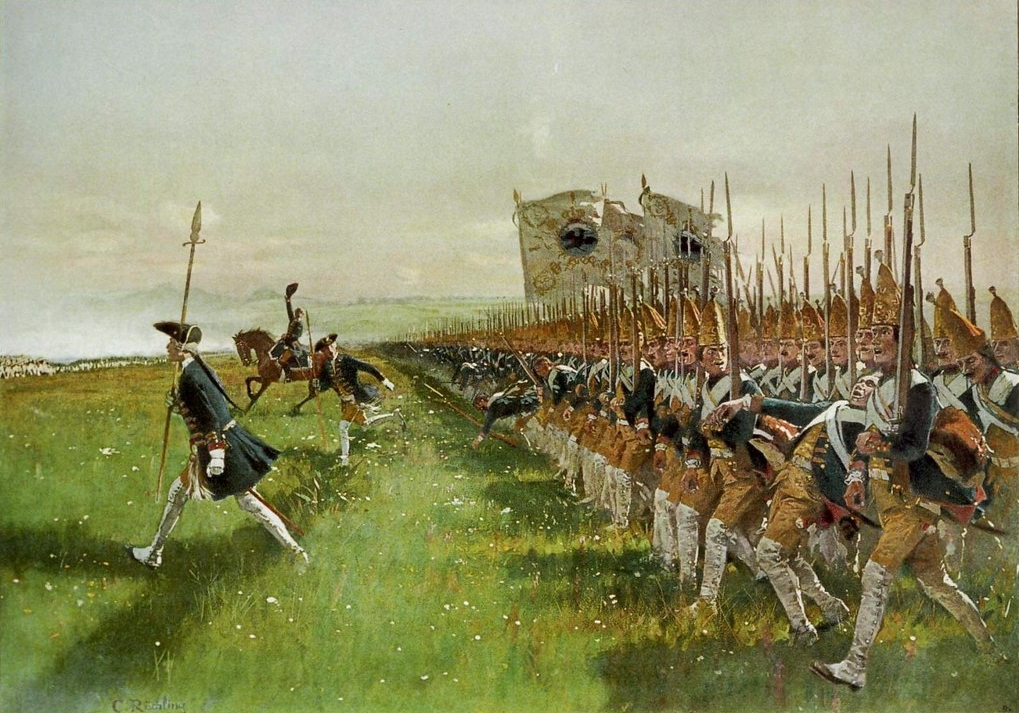
Tableau représentant l'infanterie prussienne en 1745.

L'infanterie est l'ensemble des unités militaires qui combattent à pied. Le soldat est appelé fantassin. Le mot est emprunté de l'italien infanteria, dérivé de infante (« enfant ») qui prit au XIVe siècle le sens de « jeune soldat, fantassin ». 
L'infanterie de l'armée de terre peut être acheminée par divers moyens sur le lieu des combats depuis le XXe siècle :
- les troupes de l'infanterie motorisée se déplacent et combattent à pied et sont transportées par des véhicules à roues (blindés ou non) sur le lieu de la bataille. Ils ne disposent pas de véhicules blindés de transport pour assurer leur progression ;
- les troupes de l'infanterie mécanisée sont transportées par des véhicules de transport blindés chenillés ou à roues et accompagnent la progression des blindés afin de réduire les nids de résistance qui entraveraient le passage des chars d'assaut ;
- les troupes aéroportées et les unités parachutistes, entraînées pour effectuer des missions spéciales en terrain ennemi, sont transportées par voie aérienne (avions ou hélicoptères de transport de troupes et planeurs).

Elle se différencie traditionnellement de la cavalerie, même s'il a existé des unités d'infanterie montée, les troupes se déplaçant à cheval, mais combattant à pied.

## À travers les âges

### Étymologie
Le terme infanterie, provient de l'italien « infanteria », dérivé de « fante » signifiant petit garçon, apocope du latin « infantem » signifiant enfant. L’infanterie est désignée ainsi parce qu’elle était, au XIVe siècle, censée être composée de jeunes soldats, trop jeunes et inexpérimentés pour faire partie de la cavalerie.
Le mot latin « infantem » s'est construit avec le préfixe « in », signifiant non, et « fari », signifiant parler (falar en portugais). Le terme fantassin a la même origine étymologique.

### Évolution

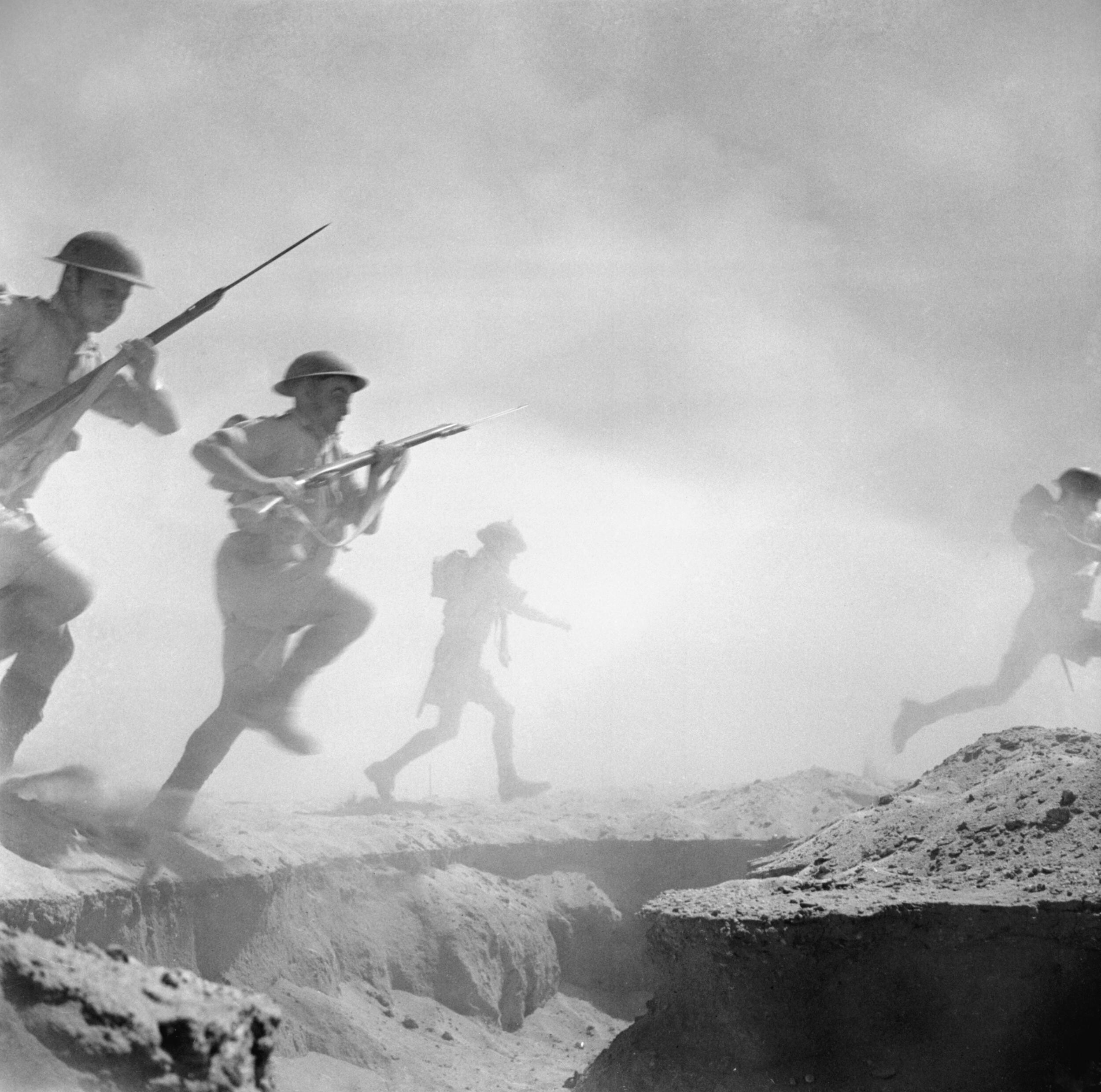
El Alamein 1942 – Infanterie de la British Army.

L'évolution du fantassin s'est faite par l'évolution de la technologie embarquée (armes à feu, équipement de protection, de camouflage) et les conditions de mise en œuvre (ordre serré, transport, unités motorisées).
Les évolutions les plus récentes pour les armées des pays développés consistent à intégrer des équipements électroniques permettant la coordination et la mise en œuvre dans des conditions de visibilité nulle : jumelles de vision nocturne, fusil muni de caméra permettant de « tirer dans les coins »… Cela entraînant une nette augmentation du coût de formation et d'équipement des fantassins et, de facto, la diminution du nombre de soldats de « base » dans ces armées.
Ainsi, la British Army comptant le 1er mai 2021 73 446 militaires d'actives opérationnels dispose à cette date de 18 023 fantassins.

### Antiquité
- Archer : infanterie de tir équipée d'un arc.
- Frondeur : infanterie de tir équipée d'une fronde.
- Hypaspistes : infanterie d'élite de l'armée macédonienne.
- Phalange : infanterie lourde armée de longues piques.

Infanterie de la Rome antique
- Garde prétorienne : infanterie de l'armée romaine.Uniforme d'un légionnaire romain du Ier siècle.

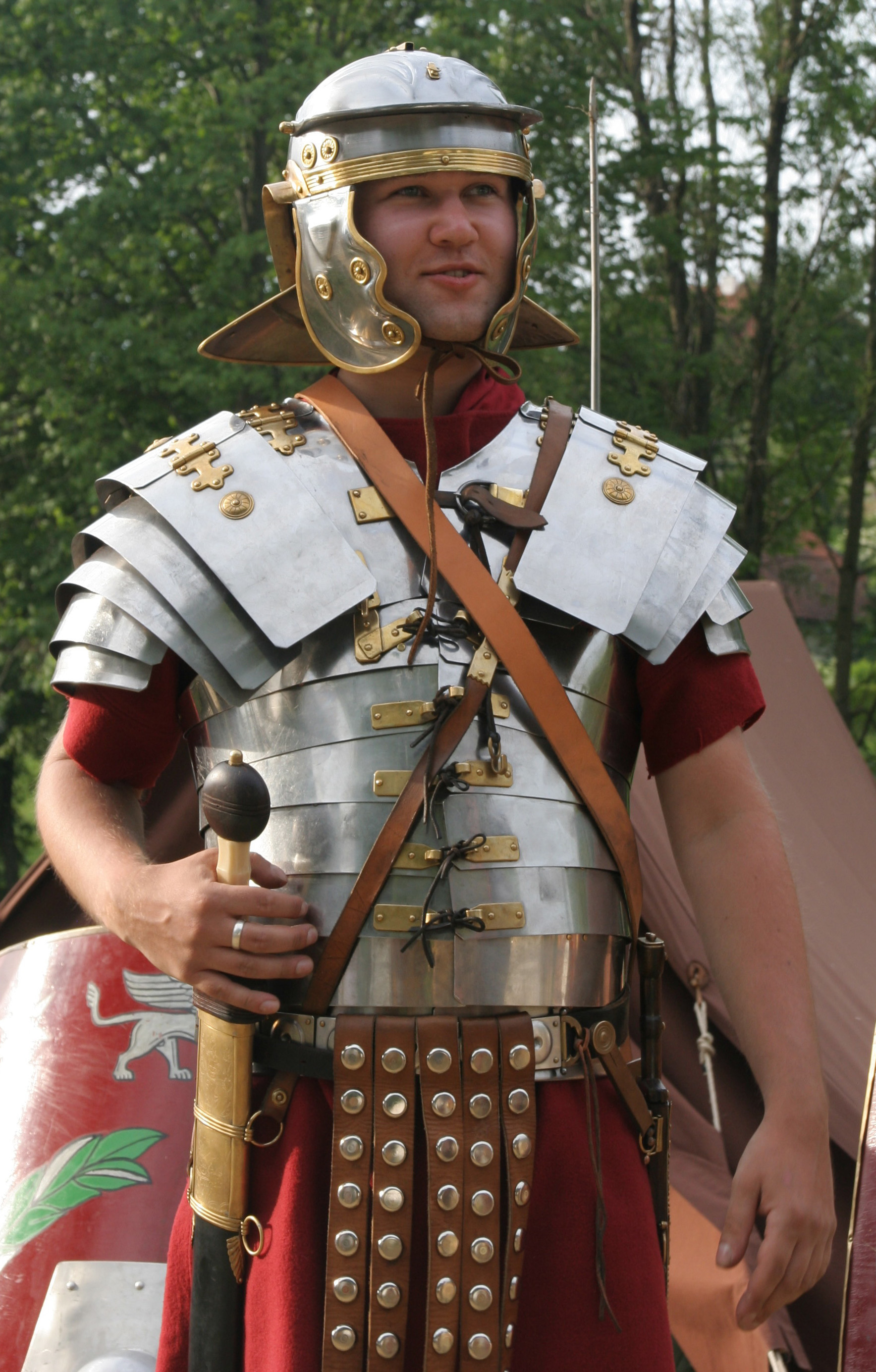
Uniforme d'un légionnaire romain du Ier siècle.

- Légionnaire : infanterie lourde inspirée des légionnaires romains.
- Vélite : infanterie légère équipée de javelots ou d'une fronde.

Infanterie de la Grèce antique
- Hoplites : Formant le noyau de l'armée, ils étaient destinés à agir en masse. Ils portaient une cuirasse, un casque et un bouclier de fer. Ils étaient armés d'une épée et d'une pique longue de plusieurs mètres.
- Gymnètes : ils ne portent pas d'armure, mais seulement un chiton ; son nom signifie « nu ». Ils ne sont armés que d'un arc, d'une fronde ou de javelots.
- Peltastes : armés légèrement de plusieurs javelots, une épée, un bouclier, il combat en masse ou en corps détaché.
- Psilites : armés de javelots, d'arc ou de fronde, ils combattaient en tirailleurs

## Comparaison des différents types d'infanterie
| Photo                     | Système              | Charge     | Rayon d'action | Vitesse de déplacement | Approvisionnement quotidien                                             |
| ------------------------- | -------------------- | ---------- | -------------- | ---------------------- | ----------------------------------------------------------------------- |
| soldats australiens, 1945 | Infanterie à pied    | 25 kg      | 40 km/jour     | 5 km/h                 | 1,5 kg de rations 10 L d'eau                                            |
|                           | Infanterie cycliste  | 35 kg      | 120 km/jour    | 16 km/h                | 1,5 kg de rations 10 L d'eau                                            |
| gravure d'un dragon       | Infanterie montée    | 45 kg      | 160 km/jour    | 24 km/h                | Soldat : 1,5 kg de rations 10 L d'eau Cheval : 18 kg de foin 68 L d'eau |
|                           | Infanterie à moto    | 45 kg      | 480 km/jour    | 64 km/h                | 1,5 kg de rations 10 L d'eau 18 L d'essence                             |
|                           | Infanterie motorisée | 4,5 tonnes | 480 km/jour    | 64 km/h                | 1,5 kg de rations 10 L d'eau 368 L de diesel                            |
| LAV                       | Infanterie mécanisée | 4,5 tonnes | 289 km/jour    | 48 km/h                | 1,5 kg de rations 10 L d'eau 640 L de diesel                            |

## En France

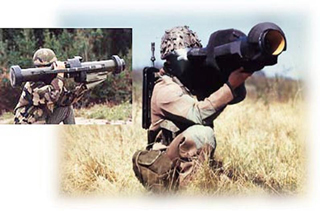
Fantassins français en position de tir avec un lance-roquettes Apilas, arme antichar standard à la fin des années 1980 et dans les années 1990.

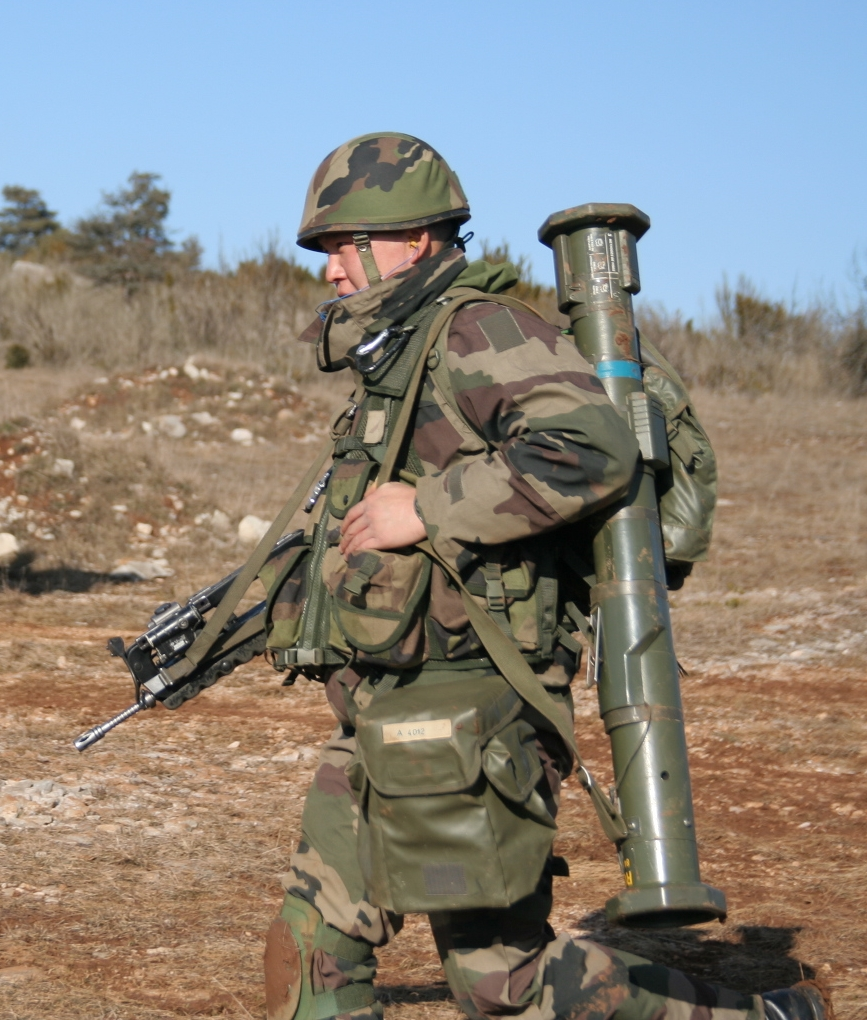
Soldat du 2e régiment étranger de parachutistes avec l'uniforme et le couvre-casque « camouflage Centre-Europe » portant un casque modèle 1978, un lance-roquette AT4 et un fusil FAMAS en 2007.

### Début duXXesiècle
Peu avant la Première Guerre mondiale, 65 % des conscrits de la classe 1914 avaient été affectés dans l’infanterie (67 %, en prenant en compte les troupes coloniales). Et ce taux monta à 91 % pour celle de 1915. Si cette tendance s’amenuisa après l’armistice de 1918, notamment au profit d’autres armes, comme l’artillerie, l’infanterie absorbait encore 50 % des appelés en 1922.
L'armée de dispose lors de la mobilisation française de 1914 de 173 régiments d'infanterie d'active (numérotés de 1 à 173) de 2 000 hommes, de 59 d'infanterie coloniale et indigène (aux effectifs généralement moindres que les unités métropolitaines) tandis que 145 régiments d'infanterie territoriaux se forment.

### Régiments dans les années 2000
Au début du XXIe siècle, toute l'infanterie de l'armée de terre française est dite « blindée » (hormis les forces spéciales). En effet, l'infanterie est dotée de véhicules de combat blindés de type VAB livrés à partir de 1976 pour l'infanterie motorisée (véhicules de l'avant blindé, quatre roues motrices, un groupe de combat embarqué), ou de type VBCI livrés entre 2008 et 2015 pour l'infanterie mécanisée : onze soldats peuvent prendre place à bord du véhicule qui est équipé de tous les moyens de communication et dispose d'un canon OTAN  M811 (en) de 25 mm) qui équipe au total huit régiments.
Les régiments d'infanterie équipés de VBCI en 2015 :
- le régiment de marche du Tchad à Meyenheim ;
- le 35e régiment d'infanterie à Belfort ;
- le 92e régiment d'infanterie à Clermont-Ferrand ;
- le 152e régiment d'infanterie à Colmar ;
- le 16e bataillon de chasseurs à pied à Bitche ;
- le 1er régiment de tirailleurs à Épinal ;

Quatre régiments sont rattachés aux deux brigades légères blindées :
- au sein de la 9e brigade d'infanterie de marine :
  - le 2e régiment d'infanterie de marine,
  - le 3e régiment d'infanterie de marine ;
- au sein de la 6e brigade légère blindée :
  - le 21e régiment d'infanterie de marine,
  - le 2e régiment étranger d’infanterie.

Les bataillons de chasseurs alpins, les régiments parachutistes (hors Forces spéciales), de la Légion, le 1er régiment d'infanterie, le 126e régiment d'infanterie sont tous équipés de VAB : ils sont donc motorisés et blindés.
La France a lancé un projet d'équipement du combattant débarqué (ECAD) nommé FELIN, pour « le fantassin à équipement et liaisons intégrées » entrant en service à partir de 2010.
Le système ECAD a pour but de favoriser la communication au sein d'un groupe de combat et d'informer en temps réel la hiérarchie sur l'ensemble des paramètres environnementaux. Ce système intègre des caméras, des radios, ce qui requiert de l'énergie électrique : le fantassin supporte donc le poids de batteries supplémentaires, ce qui limite son autonomie.
En 2012
En 2012, l'infanterie représente environ 20 % des effectifs des forces terrestres, dont 20 régiments sur les 81 que compte alors l’armée de terre. Ces régiments peuvent fournir 80 compagnies de combat, soit une force de 14 000 fantassins. Ils sont tous organisés sur le même modèle, dit quaternaire : 4 compagnies de combat, plus une compagnie d’éclairage et d’appui, elles-mêmes organisées en 4 sections, composées chacune de quatre groupes.
À ces régiments, il faut ajouter une série de formations et d’unités de taille variable. Au total, l’infanterie représente environ 20 000 personnes dont 2 % de femmes.

### Organisation en 1940
Dans l'armée française en 1940, la dotation régimentaire en armes d’appui était, en théorie, la suivante pour un régiment d'infanterie de ligne :
- 48 mitrailleuses lourdes ;
- 9 mortiers légers (45 à 60 mm) ;
- 8 mortiers moyens (81 mm) ;
- 12 canons antichar.

### Organisation entre 1999 et 2010 d'une section de combat

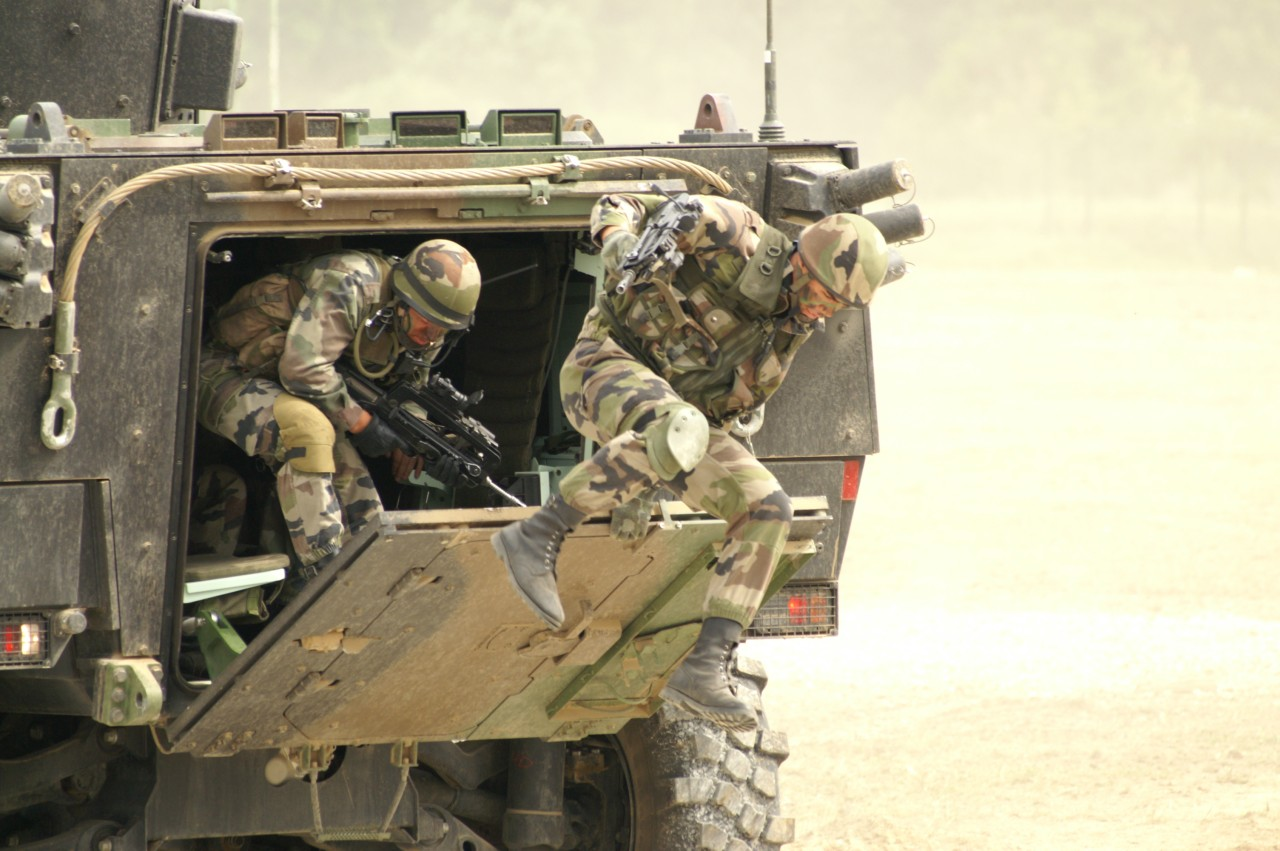
Débarquement d'un VBCI en 2006 pour les tests du Fantassin à équipements et liaisons intégrés.

L'organisation théorique « INF202 », approuvée le 18 juin 1999, d'une section de combat française, prévoit 39 personnes réparties comme suit :
- 1 groupe de commandement (5 hommes) :
  - 1 chef de section (lieutenant),
  - 1 opérateur radio,
  - 1 sous-officier adjoint,
  - 2 tireurs de précision ;

- 1 groupe d'appui (5 hommes) :
  - 1 chef de groupe,
  - 2 tireurs Eryx,
  - 2 pourvoyeurs (aides servant Eryx) ;

- 3 groupes de combat (21 hommes) :
  - 1 chef de groupe,
  - 2 chefs d'équipe (300 m et 600 m),
  - 4 grenadiers-voltigeurs ;

- 4 équipages d'engins blindés (8 hommes) :
  - 1 radio tireur (dont généralement un ou deux sergents),
  - 1 conducteur.

Les effectifs de la section se répartissent dans quatre véhicules (VAB, VBCI) comme suit :
- chaque groupe de combat dans un véhicule ;
- le groupe d'appui dans un véhicule spécialement aménagé pour l'emport de missiles Eryx ;
- les cinq personnels du groupe de commandement sont répartis dans les 3 véhicules des groupes de combat :
  - 1 véhicule avec le chef de section (CDS) et son radio,
  - 1 véhicule avec le sous-officier adjoint (SOA) et un tireur de précision,
  - 1 véhicule avec le second tireur de précision.

Ce qui donne finalement le plan d'embarquement théorique suivant :
- 1 véhicule avec 7 personnels pour le groupe Eryx ;
- 1 véhicule « du CDS » avec 11 personnels ;
- 1 véhicule « du SOA » avec 11 personnels ;
- 1 véhicule avec 10 personnels.

La dotation organique en armes de la section est :
- Pour le groupe de combat, réparti en 2 équipes :
  - L'équipe 300 m (équipe « choc » dans les années 1960-70) :
    - 1 chef d'équipe avec Famas,
    - 2 grenadiers-voltigeurs avec FAMAS et AT4 ;

  - L'équipe 600 m (équipe « feu » dans les années 1960-70) :
    - 1 chef d'équipe avec Famas,
    - 1 grenadier-voltigeur avec FN Minimi,
    - 1 grenadier-voltigeur avec lance-grenades individuel et Famas ;

- pour le groupe appui :
  - chef de groupe avec Famas,
  - 2 équipes avec chacune :
    - 1 tireur (Famas et poste de tir Eryx),
    - 1 pourvoyeur (Famas et munitions Eryx).

Depuis 2010, l’effectif théorique est passé à 40 personnes.

## Galerie photographique

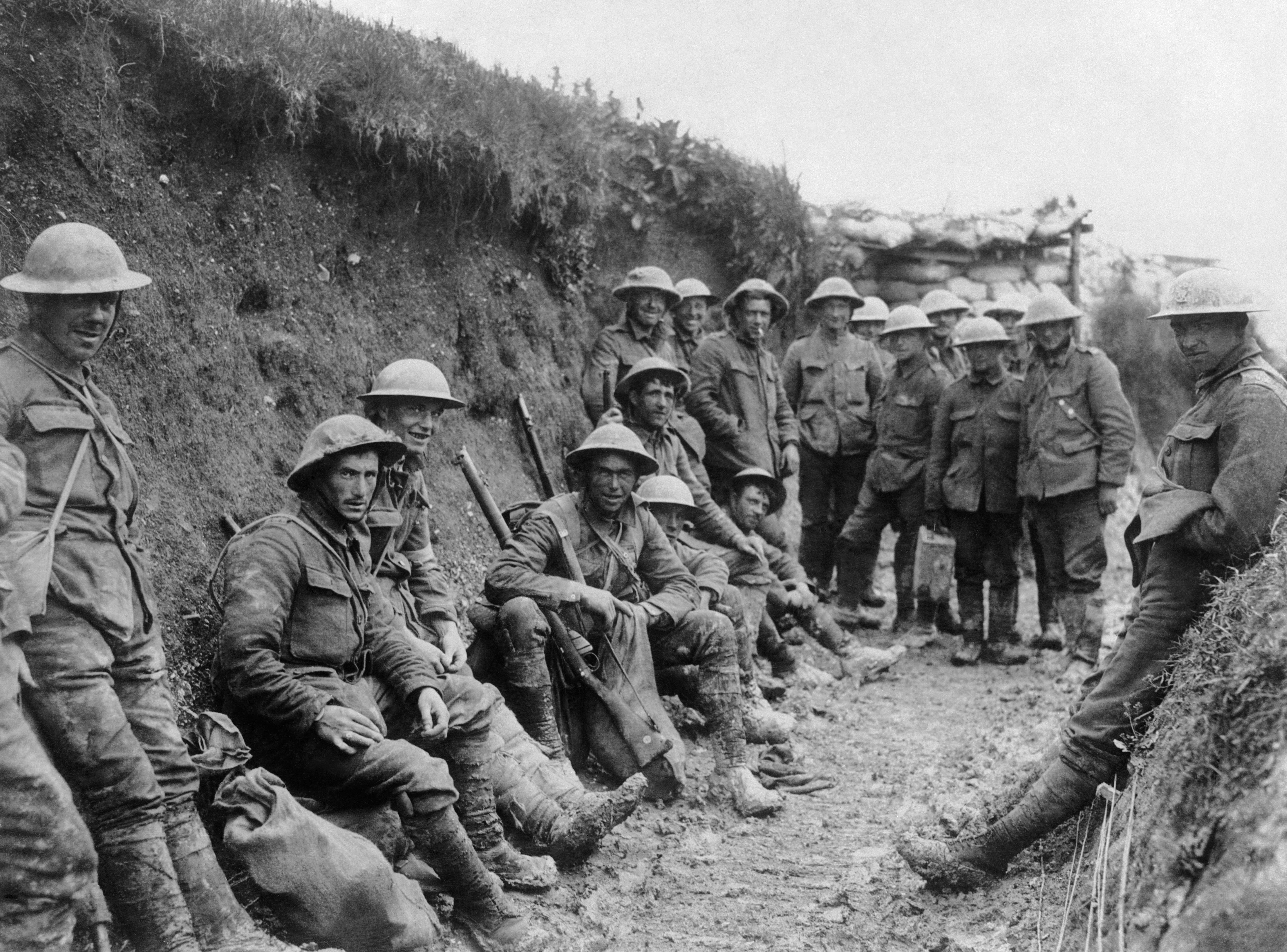
Fantassins britanniques, 1916.
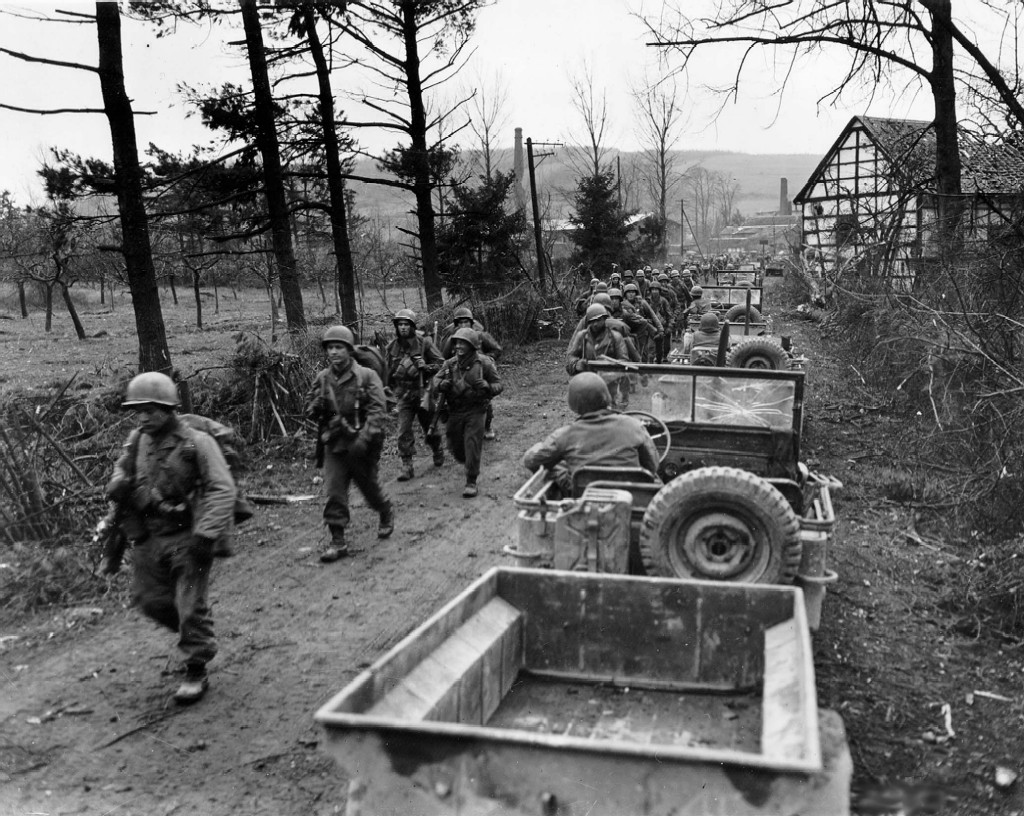
Fantassins américains, 1945.
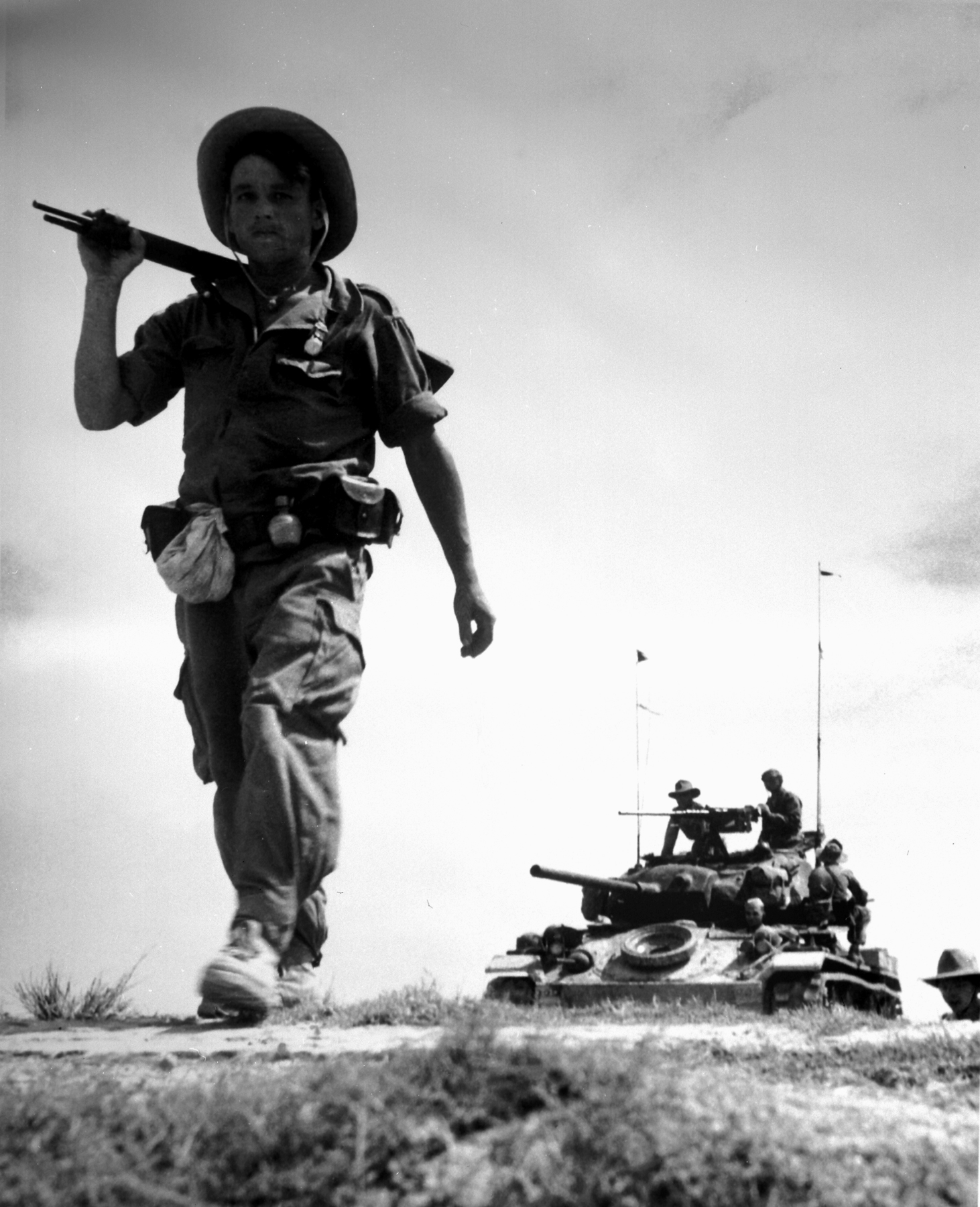
Un légionnaire français en 1954.
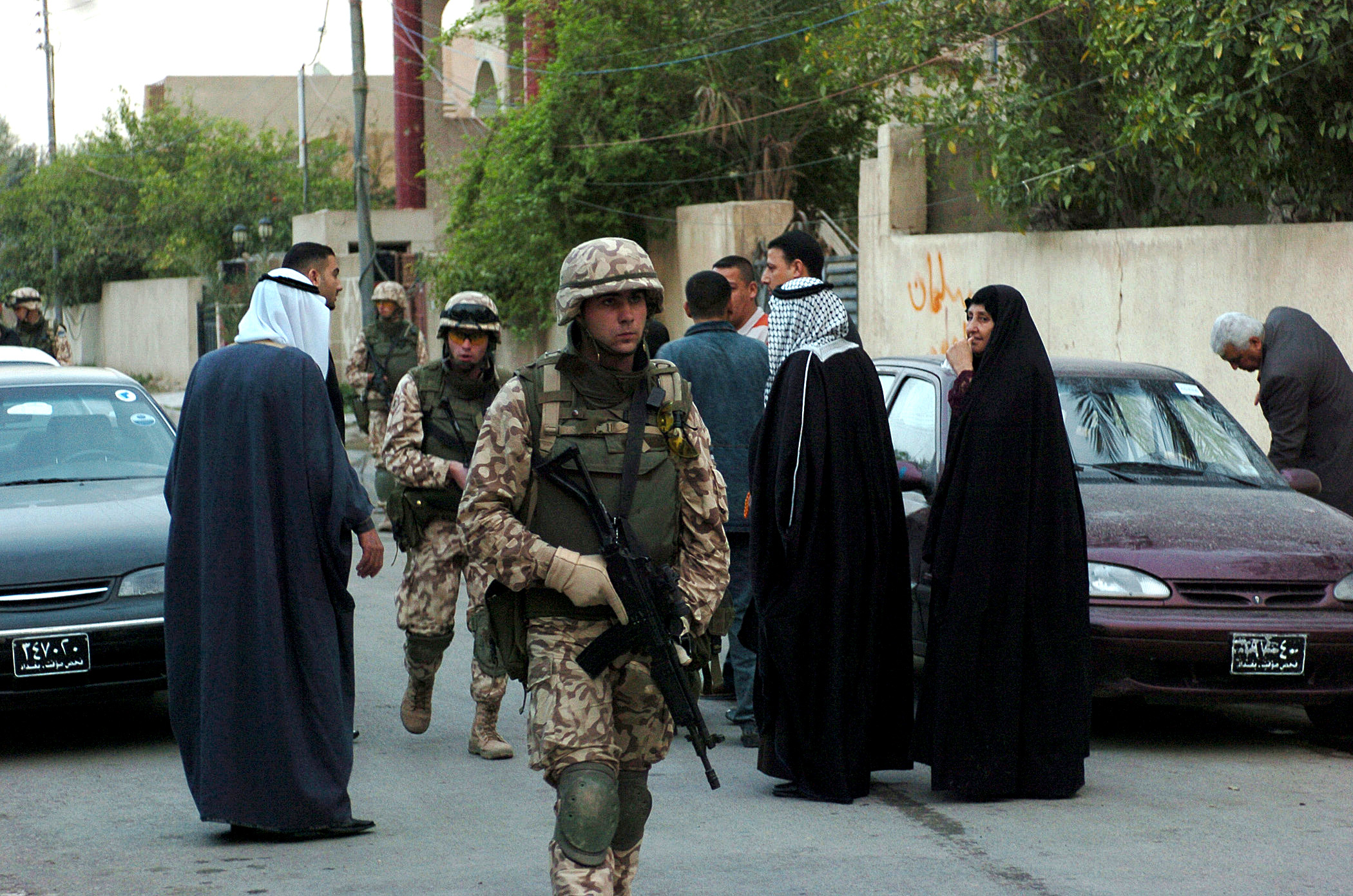
Militaires estoniens en Irak, 2005.
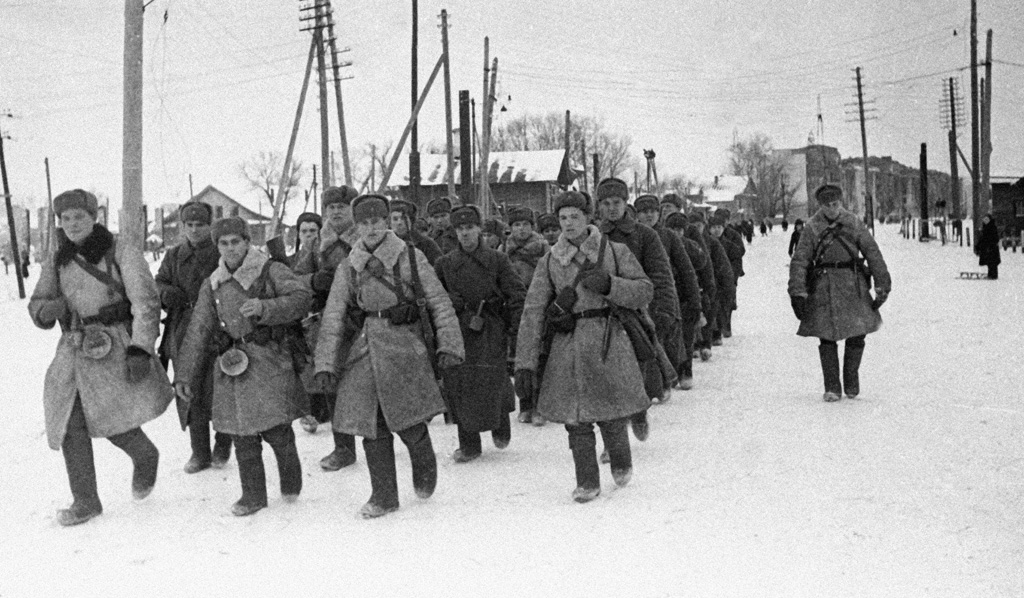
Fantassins russes, 1941 Photo Alexander Ustinov

#### Généralités
- Pierre Bertin, Le fantassin de France, éditions direction des ecoles et de l'enseignement de l'Armée de terre France, 2018, 32 p. (ASIN B0000E85RA).

- Ed Storey (trad. de l'anglais), La 3ème division d'infanterie canadienne, Paris, éditions H&C Histoire Et Collections, 2018, 32 p. (ISBN 978-2-35250-481-8).

- Paul Tascle, La grande histoire de l'infanterie française: des origines à nos jours, éditions Privat, 2016 (ISBN 978-2-708993-44-0, lire en ligne)

- Historique du 35e régiment d'infanterie : Campagne 1914-1919, Belfort, Herbelin, 1920, 47 p., lire en ligne sur Gallica.

#### Première Guerre mondiale
- Yann Thomas, Le fantassin français, Cully, éditions OREP, 2008, 32 p. (ISBN 978-2-915762-58-7)

- Roland André, Régiments d'infanterie de la Grande Guerre, Saint-Cyr-sur-Loire, Nouvelles éditions Sutton, 2008, 320 p. (ISBN 978-2-84910-853-6)

#### Seconde Guerre mondiale
- Erwin Rommel (trad. de l'allemand par Marc Allorant, préf. colonel Michel Goya), L'infanterie attaque : enseignement et expérience vécue [« Infanterie greift an »], Nancy, Éditions le Polémarque, 2012, 426 p. (ISBN 978-2-9529246-6-5)